# USS Bergall (SS-320)
Za druga plovila z istim imenom glejte USS Bergall.
USS Bergall (SS-320) je bila jurišna podmornica razreda balao v sestavi Vojne mornarice Združenih držav Amerike.
V Turški vojni mornarici je plula pod imenom TCG Turgutreis (S 342 ).